# Щербаков Петро Іванович
Петро́ Іва́нович Щербако́в (21 липня 1929 — 16 березня 1992) — радянський актор. Народний артист РРФСР (1980).

## Життєпис
Закінчив Державний інститут театрального мистецтва в Москві (1953). Виступав на сцені театру «Современник».
Грав у багатьох кінокартинах (Уфімцева в «Добровольцях», Чорноусова в «Мені двадцять років», Бубликова в «Службовому романі», Петра Петровича в «Гаражі», Бабуріна в «Ми із джаза» та ін.).
Знявся в українських фільмах:
- «Повість про перше кохання» (1957, Бєлкін),
- «Здрастуй, Гнате!» (1963, Гнат),
- «Потяг у далекий серпень» (1971),
- «Ви Петька не бачили?» (1975),
- «Чортів п'яниця» (1991).